# Blepharipa latigena
Blepharipa latigena är en tvåvingeart som först beskrevs av Louis-Paul Mesnil 1970.  Blepharipa latigena ingår i släktet Blepharipa och familjen parasitflugor. Inga underarter finns listade i Catalogue of Life.